# Nesticella tibetana
Espèce
Nesticella tibetana est une espèce d'araignées aranéomorphes de la famille des Nesticidae.

## Distribution
Cette espèce est endémique du Tibet en Chine,. Elle se rencontre dans la ville-préfecture de Linzhi entre 2 183 et 2 290 m  d'altitude.

## Description
Le mâle holotype mesure 2,08 mm et la femelle paratype 2,20 mm.

## Étymologie
Son nom d'espèce lui a été donné en référence au lieu de sa découverte, le Tibet.

## Publication originale
- Lin, Ballarin & Li, 2016 : A survey of the spider family Nesticidae (Arachnida, Araneae) in Asia and Madagascar, with the description of forty-three new species. ZooKeys, no 627, p. 1-168.